# Kendem (localité)
Pour les articles homonymes, voir Kendem.
Kendem est un village du Cameroun situé dans le département du Manyu et la Région du Sud-Ouest. Il fait partie de l'arrondissement d'Upper Bayang et du canton de Kendem.

## Population
En 1953, la localité comptait 514 habitants, puis 469 en 1967, principalement des Banyang.
Lors du recensement de 2005, Kendem comptait 1 293 habitants, et l'ensemble du canton de Kendem 11 079.
C'est l'une des rares localités où on parle le kendem, une langue bantoïde méridionale en voie de disparition, qui lui doit son nom.

## Éducation
Kendem est doté d'un lycée public .